# Vyšné Spišské pleso
Vyšné Spišské pleso, Zadné Spišské pleso nebo Horné Spišské pleso je ledovcové jezero, které se nachází ve Vysokých Tatrách v Malé Studené dolině v nadmořské výšce 2019 m a je nejvýše položené z Pěti Spišských ples. Má rozlohu 0,1840 ha. Je 100 m dlouhé a 45 m široké. Dosahuje maximální hloubky 1,6 m. Jeho objem činí 1466 m³.

## Okolí
Na jihozápadě se nachází Veľké Spišské pleso, nad kterým je Dolinka pod Sedielkom s Modrým plesem. Na severu se zvedá Sněhový štít a Baranie rohy a na východě Pyšný štít.

## Vodní režim
Do plesa ústí ze severozápadu nepravidelný potok z Baranieho plieska a ze severu ještě potok ze žlabu pod Baranieho sedla. Pleso nemá povrchový odtok a voda odtéká pod zemí do Veľkého Spišského plesa. Rozměry jezera v průběhu času zachycuje tabulka:
| Rok     | Měření prováděl   | Rozloha ha | Délka m | Šířka m | Hloubka max.m | Objem m³ |
| ------- | ----------------- | ---------- | ------- | ------- | ------------- | -------- |
| 1961–67 | pracovníci TANAPu | 0,210      | 100     | 45      | 1,5           | [ 2 ]    |
| 2005    | Gregor, Pacl      | 0,1840     | [ 2 ]   | [ 2 ]   | 1,6           | 1466     |

## Přístup
Přístup k plesu není možný, ale je možné se dostat do jeho blízkosti:
- společná  žlutá a  zelená turistické značce od Téryho chaty na Priečne sedlo a Sedielko, která je přístupná sezónně v letním období od 16. června do 31. října vede 500 m jižně pod jezerem.